# Фельдман, Анатолий Ансович
Анатолий Ансович Фельдман(1927)— ученый-исследователь, геолог, геофизик,  кандидат геолого-минералогических наук. Выполнил ряд оригинальных разработок по научно-методическим основам прогноза и поисков месторождений алмазов, золота и цветных металлов. А.А.Фельдман — автор более 140 публикаций, в том числе двух монографий, отмечен знаками «Отличник разведки недр» и «Почетный разведчик недр».  Один из основных авторов карт прогноза коренной алмазоносности для ряда территорий древних платформ России и мира. 

## Биография
Родился 18 апреля 1927 года в Москве.
В  1950 г. окончил МГРИ.  После окончания вуза работал организациях Главгеологии МЦМ СССР. Прошел путь от инженера-геофизика до начальника комплексной геолого-геофизической экспедиции, участвовал в поисковых и разведочных работах на месторождениях полиметаллов, ртути и золота Средней Азии. С 1957 по 2002 годы работал в ЦНИГРИ.
С 1982 года изучает  глубинное строение древних платформ и прогнозирование месторождений алмазов кимберлитового и лампроитового типов. Под его руководством разработана система геолого-геофизических критериев прогноза разномасштабных алмазоносных минерагенических таксонов.
В 2002 году выходит на пенсию.

## Семья
Отец — Фельдман, Анс(Ансис) Мартынович (1896—1938) родился в 1896 году, усадьбе Лацгал Виндавского уезда Курляндской губернии,  латышский стрелок, член партии с 1914 года. Вёл партийную  работу в Вентспилсской организации СДЛК.  Во время первой мировой войны служил  в 6-м и 8-ы латышских стрелковых полках. Активный участник Февральской и Октябрьской  революций. Служил в Сводной роте по охране Смольного, а затем Кремля, участвовал  в боях на Южном фронте, был секретарем парторганизации Латышской советской дивизии  и членом редакции периодических изданий стрелков. С 1923 по 1930 г. — работник  Латсекции Коминтерна,  с 1931 по 1937 год — редактор издательства «Прометей»,  один из составителей «Книги памяти павших в революционной борьбе» (1933, 1936).  Проживал в Москве, улице Горького, д. 40, кв. 35. По приговору  Комиссии НКВД СССР и Прокурора СССР 23 марта 1938 года Анс Мартынович был расстрелян 7 апреля 1938 года на Бутовском полигоне НКВД под Москвой. Реабилитирован 28 марта 2001 г. за отсутствием состава преступления.